# Мадьяр, Золтан
Золтан Мадьяр (венг. Magyar Zoltán; род. 1953) — венгерский гимнаст, олимпийский чемпион.

## Биография и достижения
Родился 13 декабря 1953 года в Будапеште.

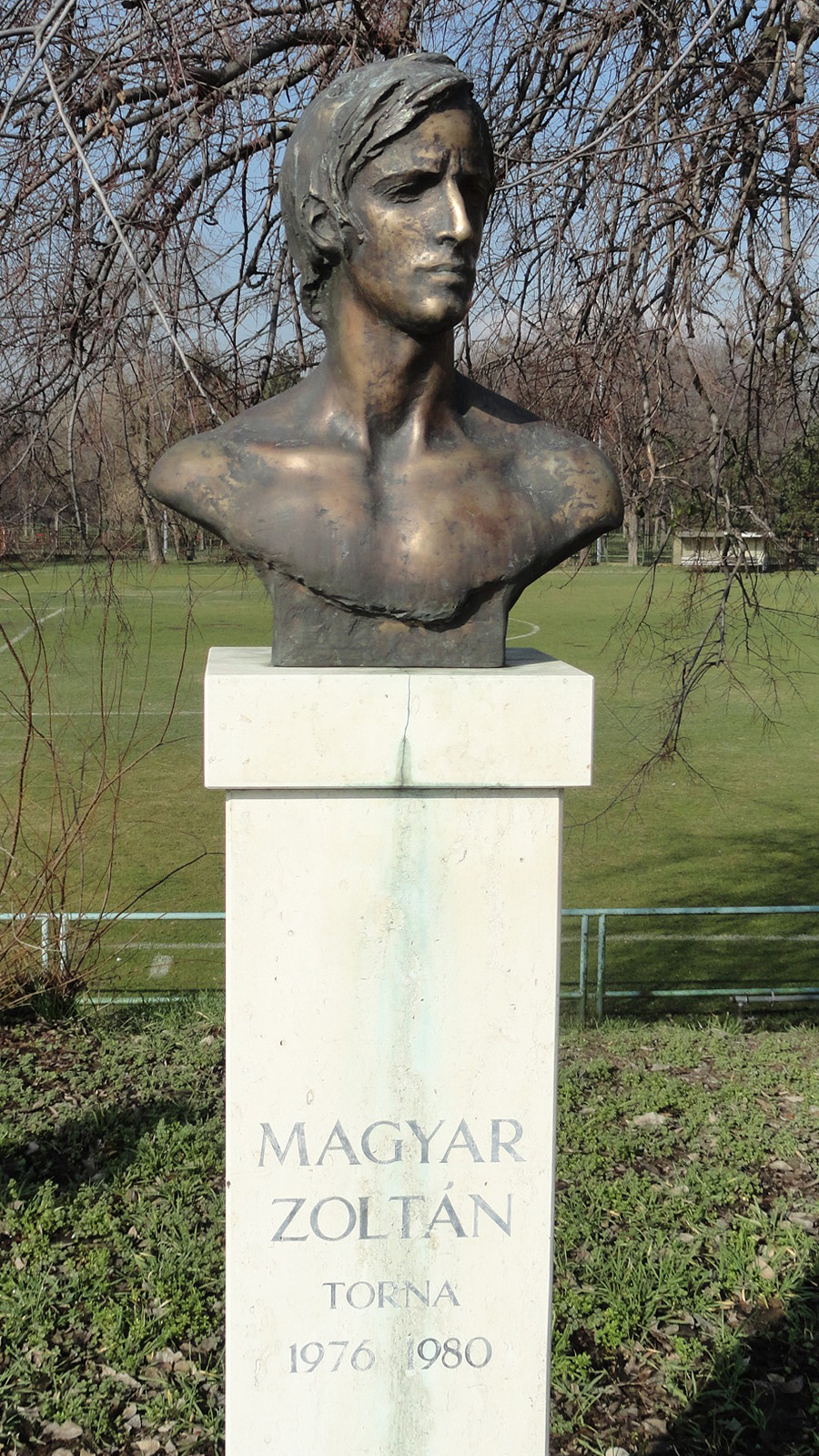
Бюст Золтану Мадьяру

Золтан Мадьяр был ведущим спортсменом в спортивной гимнастике в упражнениях на коне в 1970-х годах.
С его именем связана настоящая эволюция в технике построения комбинации на коне. Он исполнял в своей программе сложнейшую новинку – полный переход через всё тело коня в упоре поперёк. До этого, переходы исполнялись лишь продольно, а данная проходка позволила по иному взглянуть на просторы возможностей гимнастов. Настала эра сложных переходов, в которых задействованы все зоны коня. Вторым уникальным элементом Мадьяра является так называемый «шпиндель» или «винт». Он представляет собой круг на конце в упоре поперёк с поворотом на 360° в противотемп. Подобное движение позволило ещё больше расширить возможности комбинирования различных элементов между собой и усложнять их виртуозными поворотами.
Становился золотым призёром: дважды на Олимпийских играх (1976, 1980), трижды на мировых (1974, 1978 и 1979) и европейских (1973, 1975 и 1977) первенствах и однажды на Универсиаде (1977). Также выигрывал Кубок мира в 1975 и 1978 годах.
Мадьяр ушел из спорта после летней Олимпиады 1980 года. С этого времени он сосредоточился на своей главной работе в последующей жизни — ветеринария. В настоящее время он возглавляет ветеринарную лечебницу и по-прежнему проживает в Будапеште.
В мае 2012 года Золтан Мадьяр был включен в Международный зал славы гимнастики.